# Архиепархия Оша

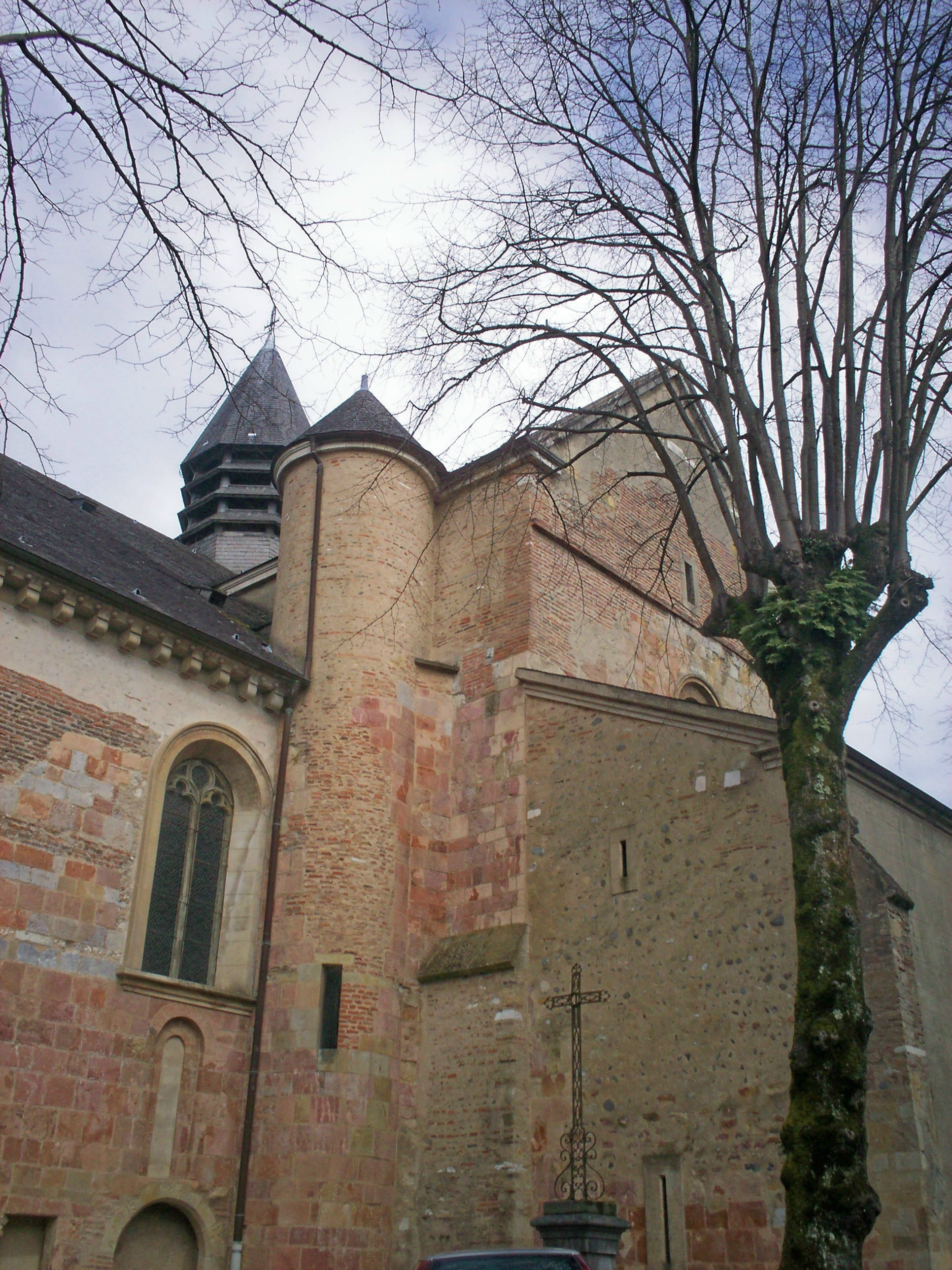
Собор Успения Пресвятой Богородицы, Лескар

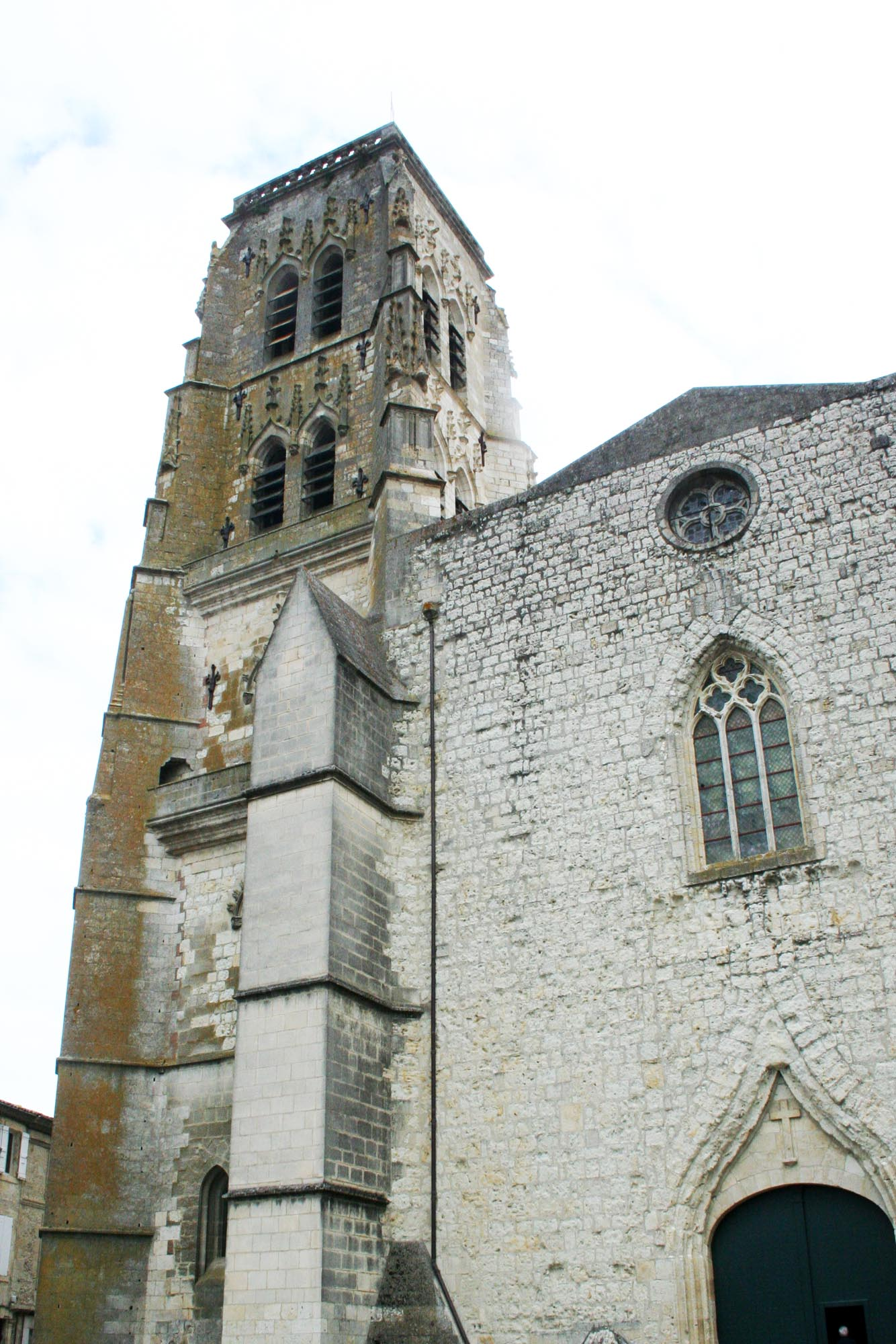
Собор Святых Гервасия и Протасия, Лектур

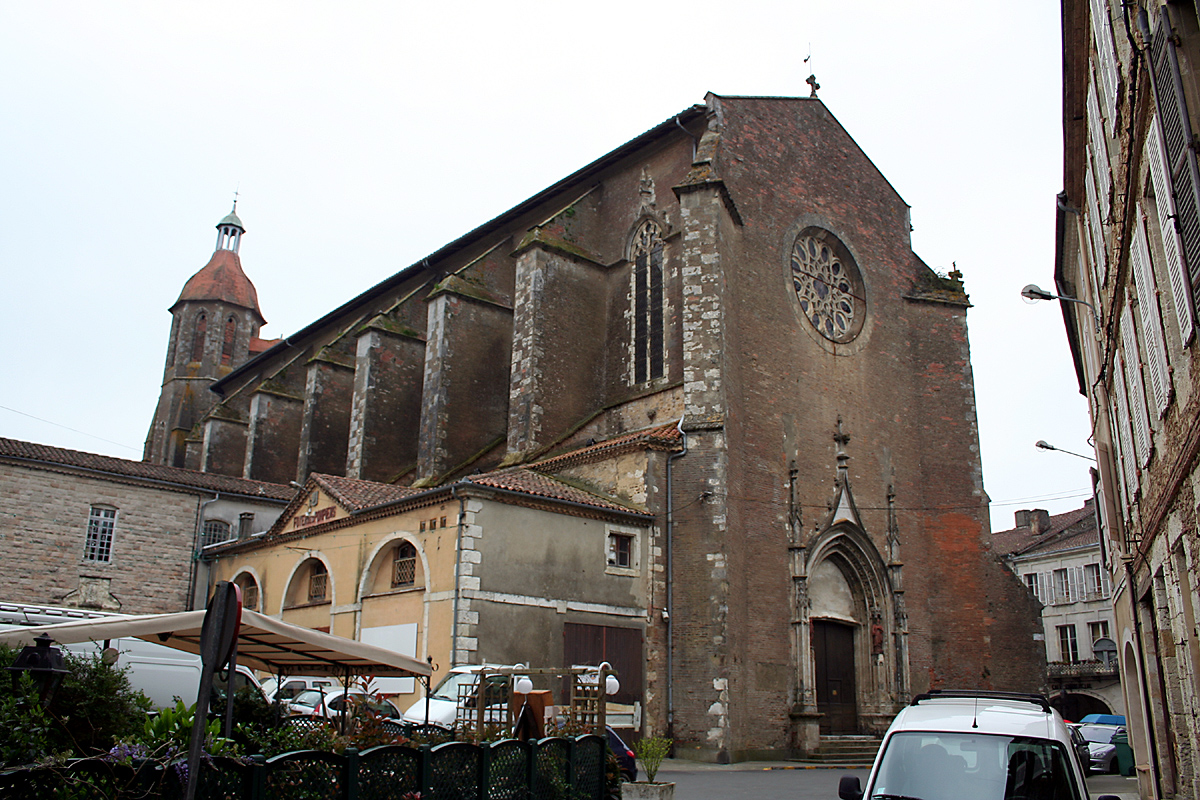
Собор Святого Луперка, Эоз

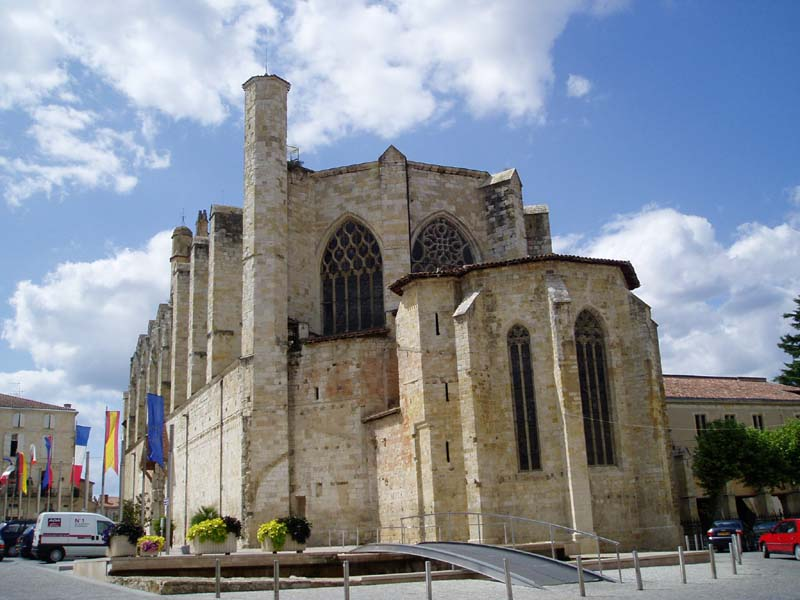
Собор Святого Петра, Кондон

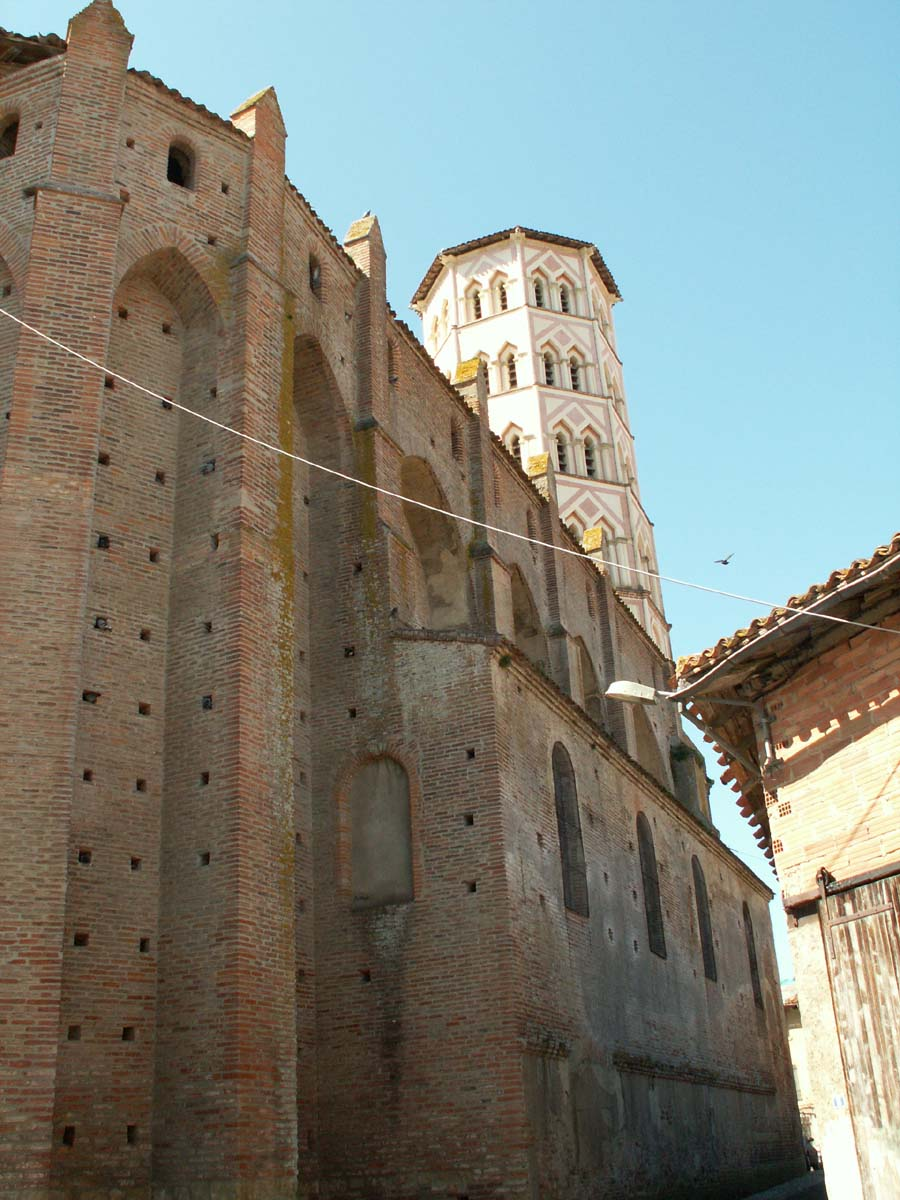
Собор Святой Марии, Ломбе

Архиепархия Оша (лат. Archidioecesis Auxitana (-Condomiensis-Lectoriensis-Lomberiensis), фр. Archidiocèse d'Auch) — архиепархия в составе архиепархии-митрополии Тулузы Римско-католической церкви во Франции. В настоящее время епархией управляет архиепископ Морис Марсель Гарде. Почётные епископы — Морис Люсьен Фрешар.
Клир епархии включает 99 священников (97 епархиальных и 2 монашествующих священников), 7 диаконов, 6 монаха, 176 монахинь.
Адрес епархии: B.P. 82, 13 Rue du Docteur-Samalens, 32002 Auch CEDEX 9, France.

## Территория
В юрисдикцию епархии входит 26 приходов в департаменте Жер.
Кафедра архиепископа находится в городе Ош в церкви Нотр Дам де Ош.
На территории епархии находятся пять церквей, некогда имевших статус соборов епархий: Успения Пресвятой Богородицы в Лескаре, Святых Гервасия и Протасия в Лектуре, Святого Луперка в Эозе, Святого Петра в Кондоне и Святой Марии в Ломбе.

## История
Кафедра Оша была основана в ранний период истории Церкви. Первые письменные свидетельства о епархии содержатся в документах Агдского Собора (506), в которых упоминается имя Ницетия, епископа Оша.
Во второй половине X века Айрард стал первым архиереем на кафедре, получившим титул архиепископа, тогда же епархия Оша была возведена в ранг архиепархии-миторополии. Это случилось одновременно с упразднением архиепархии Эоза, чья территория была включена в состав архиепархии Оша. В состав митрополии Оша входили епархии Акка (Дакса) и Эра, позднее объединённые в единую епархию Эра и Дакса. В состав митрополии в разное время также вошли епархии Лектура, Кузерона, Олорона, Лескара и Байонны (позднее объединённые в единую епархию Байонны), Базы (позднее вошедшую в состав митрополии Бордо), Комменжа (позднее вошедшую в состав митрополии Тулузы), Тарба.
После конкордата 1801 года буллой Qui Christi Domini папы Пия VII от 29 ноября 1801 года, архиепархия Оша была упразднена, а её территория вошла в состав епархии Ажена.
В июне 1817 года между Святым Престолом и правительством Франции был заключен новый конкордат, вслед за которым 27 июля буллой Commissa divinitus того же Папы митрополия Оша была восстановлена. Однако, поскольку соглашение не было ратифицировано парламентом в Париже, все осталось, как прежде.
6 октября 1822 года архиепархия Оша была окончательно восстановлена буллой Paternae caritatis папы Пия VII, на своей исконной территории, выведенной из состава епархии Ажена и расширена за счет территорий упраздненных епархий Кондона, Лектура, Ломбэ. В состав митрополии Оша вошли епархии Эра, Тарба и Байонны, что было предусмотрено конкордатом от 1817 года.
29 июня 1908 года декретом Romanos Pontifices Священной Конгрегации консистории архиепископам Оша был присвоено титул епископов Кондона, Лектура, Ломбэ, упраздненных кафедр, чьи земли вошли в состав архиепархии.
8 декабря 2002 года архиепархия Оша утратила статус митрополии, и вошла в церковную провинцию митрополии Тулузы.

## Ординарии епархии
- Цитерий I (313—336);
- Анфроний (337—348;
- Апрункул (349—361);
- Урсиниан (IV век);
- святой Ориенций (396—440);
- Арментарий (упоминается в 451);
- Минерв I (V век);
- Юстин (484—506);
- Ницетий I (506—511);
- Перпетуй (VI век);
- Ницетий II (VI век);
- Минерв II (VI век);
- Алеций I (VI век);
- Амелий (VI век);
- Сальвий (VI век);
- Поркарий (VI век);
- Прокулиан I (VI век);
- Присций (VI век);
- Прокулиан II (533—551);
- Марцелл (упоминается в 553);
- Виргилий (VI век);
- Полемий (VI век);
- Алеций II (VI век);
- Эоний (упоминается в 583);
- Павлин (VI век);
- Фауст (упоминается в 585);
- Сай (585);
- Цитерий II (588—600);
- Титомий I (600—607);
- Дракоальд I (607—608);
- Аудерик (625—634);
- Домнин (635—646);
- Литорий (упоминается в 655);
- Дракоальд II (667);
- Терторад (VII век);
- святой Леотад (663—680);
- Патрикий (упоминается в 718);
- Титомий II (736—752);
- Анерий I (752—756);
- Эринальд (759—774);
- Луп (упоминается в 775);
- Астер (782—786);
- Анерий II (786—794);
- Ревелиан (VIII век);
- Галин (VIII век);
- Манфрид (VIII век);
- Жан I (упоминается в 800);
- Ардоин (IX век);
- Изембар (упоминается в 840);
- Таурин II (IX век);
- Айрард (879—906);
- Одилон (упоминается в 917);
- Бернар I (упоминается в 946);
- Идульф (упоминается в 975);
- Сегуин (978—979);
- Одон (980—982);
- Гарси I (упоминается в 980);
- Одон д’Астарак (988—1029);
- Гарси II де Лабарт (упоминается в 1034);
- Раймон I Копа (1045);
- святой Остенд (1050/1055 — 27.07.1068);
- Гильом де Монто (1068 — 17.04.1096);
- Раймон II де Пардиак (1096 — 10.10.1118);
- Бернар II де Сент-Кристи (1118—1126);
- Гильом II д’Aндозиль (1126—1166/1170);
- Жеро де Лабарт (1173—1192);
- Бернар III де Седирак (1192—1200);
- Бернар IV де Монто (1201—1214);
- Гарси III де Лор (1215 — 12.05.1225);
- Аманьё I де Грезинак (1226—1242);
- Испан де Масса (21.12.1244 — 1261);
- Аманьё II д’Aрманьяк (30.10.1262 — 11.05.1318);
- Гильом де Флавакур (26.08.1323 — 18.01.1357) — назначен архиепископом Руана;
- Арно Обер (18.01.1357 — 11.06.1371);
- Жан Роже де Бофор (27.07.1371 — 27.08.1375) — назначен архиепископом Нарбонны;
- Филипп Алансонский (27.08.1375 — 1379) — апостольский администратор;
- Жан де Кардайак (24.01.1379 — 20.05.1379) — апостольский администратор;
- Жан Фландрен (20.05.1379 — 17.10.1390);
- Жан д’Aрманьяк (17.10.1390 — 08.10.1408);
- Беранже Гийо (10.12.1408 — 14.02.1425) — назначен архиепископом Тира;
- Филипп I де Леви (14.02.1425 — 25.01.1454);
- Филипп II де Леви (29.03.1454 — 24.03.1463) — назначен архиепископом Арля;
- Жан де Лескён (14.03.1463 — 28.08.1483);
- Франсуа де Савуа (20.10.1483 — 06.10.1490);
- Жан де Ла Тремуйль (05.11.1490 — 1507);
- Франсуа I Гильом де Кастельно-Клермон-Людев (04.07.1507 — 1538);
- Франсуа де Турнон (14.06.1538 — 1551) — августинец;
- Ипполито II д’Эсте (22.04.1551 — 08.10.1563) — назначен архиепископом Арля;
- Луи д’Эсте (08.10.1563 — 30.12.1586);
  - Sede vacante (1586—1599);
- Леонар де Трапп (24.11.1599 — 29.10.1629);
- Доминик де Вик (29.10.1629 — 1662);
- Анри де Ла Мот-Уданкур (24.03.1664 — 24.02.1684);
- Арман-Анн-Тристан де Ла Бом де Сюз (04.02.1692 — 05.03.1705);
- Огюстен де Мопеу (16.11.1705 — 12.06.1712);
- Жак Демаре (26.02.1714 — 27.11.1725);
- Мельхиор де Полиньяк (20.02.1726 — 20.11.1741);
- Жан-Франсуа де Монтийе де Грено (09.07.1742 — 07.02.1776);
- Клод-Марк-Антуан д’Aпшон де Корженон (20.05.1776 — 21.05.1783);
- Луи-Аполлинер де ла Тур дю Пен-Монтобан (18.07.1783 — 24.10.1801);
  - Поль Бенуа Барт (1791) — антиепископ;
  - Кафедра упразднена (1801—1822);
- Андре-Этьенн-Антуан де Морлон (13.01.1823 — 14.01.1828);
- Луи-Франсуа-Огюст де Роган-Шабо (27.04.1828 — 06.07.1828) — назначен архиепископом Безансона;
- кардинал Жоакен-Жан-Ксавье д’Изоар (06.07.1828 — 13.06.1839) — назначен архиепископом Лиона;
- Николя-Огюстен де ла Круа д’Aзолет (04.12.1839 — 1856);
- Луи-Антуан де Салини (12.02.1856 — 30.01.1861);
- Франсуа-Огюстен Деламар (20.02.1861 — 26.07.1871);
- Пьер-Анри Жеро де Лангалери (30.09.1871 — 13.02.1886);
- Луи-Жозеф-Жан-Батист-Леон Гузо (16.04.1887 — 20.08.1895);
- Матьё-Виктор-Фелисьен Балаин (30.05.1896 — 13.05.1905);
- Эмиль-Кристоф Энар (21.02.1906 — 13.03.1907);
- Жозеф-Франсуа-Эрнест Рикар (15.04.1907 — 18.09.1934);
- Виржиль-Жозеф Беген (24.12.1934 — 02.03.1955);
- Анри Одрен (02.03.1955 — 16.04.1968);
- Морис-Матьё-Луи Риго (16.04.1968 — 29.12.1984);
- Габриэль Мари Этьен Ванель (21.06.1985 — 01.03.1996);
- Морис Люсьен Фрешар (06.09.1996 — 21.12.2004);
- Морис Марсель Гарде (с 21 декабря 2004 года — по настоящее время).

## Статистика
На конец 2006 года из 173 700 человек, проживающих на территории епархии, католиками являлись 154 000 человек, что соответствует 88,7 % от общего числа населения епархии.
| год  | население | население | население | священники | священники        | священники         | священники                           | постоянные диаконы | монахи  | монахи  | приходы |
| год  | католики  | всего     | %         | всего      | белое духовенство | черное духовенство | число католиков на одного священника | постоянные диаконы | мужчины | женщины | приходы |
| ---- | --------- | --------- | --------- | ---------- | ----------------- | ------------------ | ------------------------------------ | ------------------ | ------- | ------- | ------- |
| 1948 | 189.350   | 191.455   | 98,9      | 338        | 322               | 16                 | 560                                  |                    | 16      | 200     | 507     |
| 1959 | 180.000   | 185.111   | 97,2      | 290        | 274               | 16                 | 620                                  |                    | 10      | 370     | 507     |
| 1970 | 180.000   | 181.577   | 99,1      | 214        | 206               | 8                  | 841                                  | 1                  | 18      | 350     | 507     |
| 1980 | 170.400   | 177.600   | 95,9      | 171        | 166               | 5                  | 996                                  |                    | 12      |         | 507     |
| 1990 | 173.000   | 181.100   | 95,5      | 143        | 139               | 4                  | 1.209                                | 3                  | 11      | 235     | 507     |
| 1999 | 153.000   | 174.000   | 87,9      | 115        | 110               | 5                  | 1.330                                | 5                  | 19      | 212     | 507     |
| 2000 | 153.000   | 174.421   | 87,7      | 114        | 109               | 5                  | 1.342                                | 5                  | 14      | 206     | 507     |
| 2001 | 152.500   | 172.335   | 88,5      | 114        | 110               | 4                  | 1.337                                | 5                  | 9       | 196     | 507     |
| 2002 | 152.500   | 172.335   | 88,5      | 110        | 107               | 3                  | 1.386                                | 7                  | 7       | 187     | 26      |
| 2003 | 152.500   | 172.335   | 88,5      | 107        | 106               | 1                  | 1.425                                | 7                  | 5       | 182     | 26      |
| 2004 | 152.500   | 172.335   | 88,5      | 104        | 103               | 1                  | 1.466                                | 7                  | 5       | 175     | 26      |
| 2006 | 154.000   | 173.700   | 88,7      | 99         | 97                | 2                  | 1.555                                | 7                  | 6       | 176     | 26      |